# Стариков, Виктор Андреевич
Виктор Андреевич Стариков (1898, Фергана (Новый Маргеллан) — 1983, Ленинград) — советский учёный в области ирригации, гидроэнергетики и водного хозяйства, член-корреспондент АН Таджикской ССР (1953).
Участник Гражданской войны (1918-1920).
Окончил Ленинградский инженерно-транспортный институт (1925). Работал в Фергане на объектах водного хозяйства. С 1927 г. в Таджикистане - инженер, главный инженер  по проектированию и строительству ирригационных сооружений и систем.
- 1951—1958 зав. сектором водного хозяйства Института почвоведения, мелиорации и ирригации АН Таджикской ССР
- 1958—1961 зам. директора Института водных проблем АН Тадж. ССР
- 1961—1972 зав. лабораторией общей энергетики и водохозяйственных проблем Отдела энергетики АН Тадж. ССР
- 1972—1974 зав. сектором энергетических и водохозяйственных проблем Совета по изучению производительных сил республики АН Тадж. ССР.

Кандидат технических наук (1950). Член-корреспондент АН Таджикской ССР (1953).
Заслуженный ирригатор Таджикской ССР (1951). Заслуженный деятель науки Таджикской ССР (1968). Награждён орденами Трудового Красного Знамени, «Знак Почёта», медалями «За трудовую доблесть», «За доблестный труд в Великой Отечественной войне 1941—1945 гг.», Почётными грамотами Президиума Верховного Совета Тадж.ССР.